# Chiesa di San Nicola (Bari)
La chiesa di San Nicola, di culto ortodosso russo, è situata nel quartiere Carrassi, in corso Benedetto Croce.

## Storia
Risale agli inizi del XX secolo. La costruzione della chiesa polarizzò immediatamente il quartiere, al tempo in caotica espansione. Nel 1911, la Società Imperiale Ortodossa di Palestina commissionò ad Aleksej Viktorovič Ščusev l'edificazione del tempio, la cui prima pietra venne posta il 22 maggio 1913. Le autorità baresi e russe portarono in dono una grande icona del Santo, dipinta secondo modelli antichi.
La cerimonia, durata circa un'ora, si concluse con un discorso di ringraziamento da parte del sindaco di Bari Sabino Fiorese e il principe russo Nikolai Davydovich Zhevakhov. La costruzione della chiesa fu completata solo dopo la fine della prima guerra mondiale. Da allora i pellegrinaggi continuano anno per anno.
Dopo la Rivoluzione russa, in seguito alla diaspora, i greci ortodossi furono più numerosi dei russi ortodossi.
Nel 1937 la chiesa divenne proprietà del Comune di Bari. Il Comune s'impegnava a rispettare la proprietà ecclesiastica della costruzione, a conservare il tempio nella sua funzione religiosa e a destinare alcuni locali dell'ospizio dell'Istituto per l'infanzia abbandonata "M. Diana".
Nel 1969, in seguito alle politiche ecumeniche del Concilio Vaticano II, insieme a Lucio Demo si concesse la celebrazione della funzione ortodossa nella cripta della Basilica di San Nicola, proprio in segno di amicizia, di rispetto e di profonda unione con gli ortodossi.
Di recente ristrutturata, la chiesa russa continua ad essere un ponte con le civiltà dell'Est Europa e del bacino orientale del Mar Mediterraneo.

### Consegna della chiesa alle autorità della Russia
Il 14 marzo 2007, in occasione della visita del presidente russo Vladimir Putin a Bari, furono avviate le trattative per la consegna della chiesa alla Russia.
La donazione formale sarebbe dovuta avvenire il 6 dicembre 2008, ma la morte del patriarca di Mosca Alessio II ne ritardò la cerimonia, che fu posticipata e che si tenne il 1º marzo 2009 alla presenza del Presidente della Repubblica Italiana Giorgio Napolitano e del Presidente della Federazione Russa Dmitrij Medvedev.
Il 23 gennaio 2012 il Comune di Bari ha consegnato formalmente l'immobile della Chiesa a Mark Golovkov, direttore delle Istituzioni estere del Patriarcato di Mosca, presente Aleksej Meshkov, ambasciatore della Federazione Russa a Roma.

## Architettura

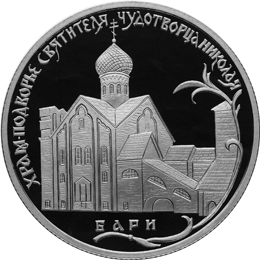
Moneta commemorativa della Banca di Russia con l'immagine della Chiesa di San Nicola a Bari. 2 rubli in argento, 2011